# Абас Арсланагић
Абас Арсланагић (Дервента, 2. октобар 1944), је бивши југословенски рукометаш, тренер, професор физичке културе и спортски новинар. Освајач је златне медаље на Олимпијским играма у Минхену 1972. године .

## Играчка каријера
Почео се бавити рукометом с 14 година, 1958. године у свом родном граду, да би тек четири године касније у Београду почео професионалну каријеру наступајући за Партизан. Недуго затим, одлази у Бању Луку где се стварала једна нова генерација и екипа, с којом ће освојити многе титуле, између осталог и титулу европског првака 1976. године. Службено је за Борац одиграо 232 утакмице, где је као голман постигао 18 голова. С клубом је освојио 4 национална првенства и 5 купова у бившој држави. За репрезентацију Југославије је дебитовао 1969. у Љубљани против Немачке, за коју ће укупно одиграти 125 утакмица. С репрезентацијом је осим златне медаље на олимпијади у Минхену 1972. освојио и две бронзе на светским првенствима 1970. и 1974. године. Имао је два наступа за селекцију Света.
Арсланагић је познат по томе што је увео неке новине у начину како се брани рукометни гол. При брањењу седмераца први је почео излазити с линије на три метра где би дигао руке изнад главе. Исто је применио при брањењу удараца с крила како би смањио угао под којим се може упутити лопта. Био је специјалиста у брањењу седмераца. И остали голмани су применили неке његове технике које су у употреби и дан данас.

## Тренерска каријера
После блиставе играчке каријере био је и тренер Борца у неколико наврата, па једно време селектор југословенске сениорске и јуниорске репрезентације. После рата је био селектор Хрватске, Катара и Босне и Херцеговине, а кратко је радио као тренер у сарајевској Босни где је у једној години освојио и Првенство и Куп. Осим Босне тренирао је и Бадел из Загреба, те Лашко из Словеније. Данас тренира бањалучки Борац и живи на релацији Загреб - Бања Лука.